# 燐灰石
燐灰石（りんかいせき、apatite、アパタイト）は、リン酸塩鉱物の鉱物グループに対する一般的な名称。化学組成の違いによって多彩な色をもちいくつかの種類があり、単に燐灰石といった場合はフッ素燐灰石をさすことが多い。

## 成分・種類

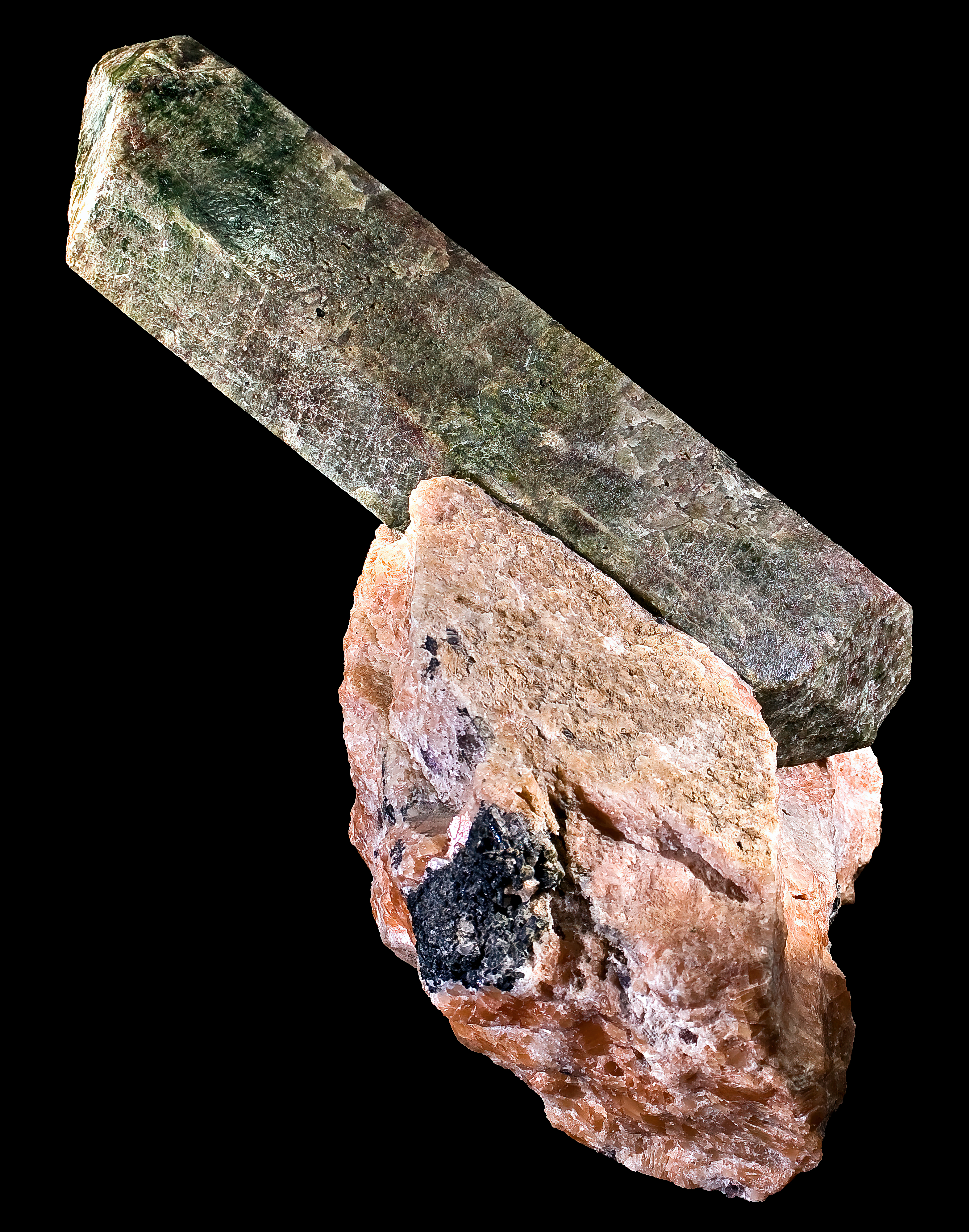
フッ素燐灰石
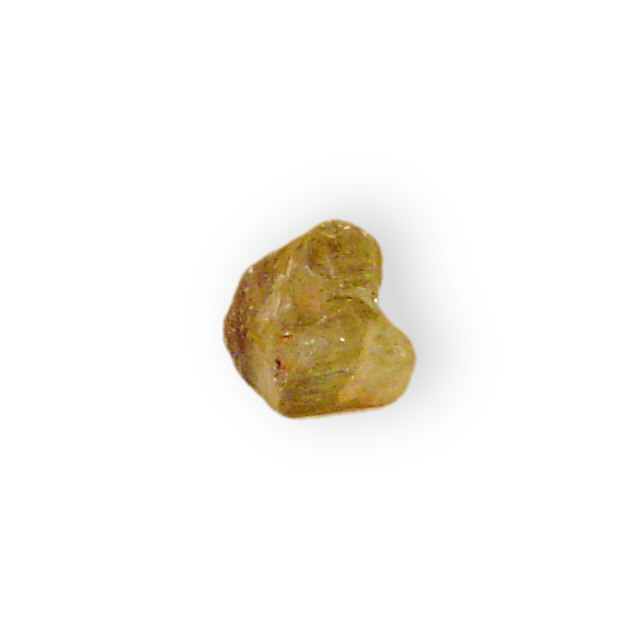
塩素燐灰石
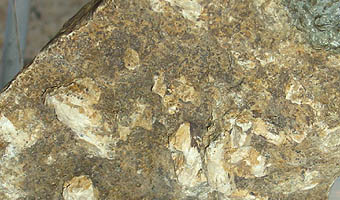
水酸燐灰石

## 産出地
天然では、火成岩・堆積岩・変成岩の各岩石の副成分をなしており、非常に広く産出される鉱物であるが、経済的に重要なものはリン鉱石の主成分をなすもので、phosphate rock（りん鉱）とよばれる。
産地としては、ミャンマー、スリランカ、ブラジル、マダガスカルなどが有名である。スペイン産の帯黄緑色のものは希少であり、アスパラガス・ストーン（Asparagas stone）と呼ばれる。緑色のものはモロキサイト とも呼ばれる。

## 性質・特徴
化学組成は Ca5(PO4)3(F,Cl,OH)1、結晶系は六方晶系。比重 3.1 - 3.2。屈折率 1.632 - 1.646。モース硬度5の基準となる標準物質である。
結晶は六角柱状、六角板状で産出される。透明～半透明のガラス光沢～亜樹脂光沢で、緑色または褐色が多いが、無色、濃青色、紫色、白色、灰色など様々な色のものが存在する。フッ素燐灰石の場合、本来は無色か白色であるが、リンとカルシウムの一部が別の元素と置き換わることにより、多彩な色に変化する。

## 用途・加工法
透明で大きく色の美しいものは宝石となるが、そのようなものはめったに採ることができないため、小さなものが様々なアクセサリー用に加工されている。天然に数多く産出されるため一般に値段は安いが、硬度が小さいため、宝飾品としてはあまり適さない。ただ、美しい輝きをしているため、鉱物標本としては人気が高い。
燐灰石の用途として重要なのは、化学肥料（リン酸塩）の原料である。また、産業用の化学製品の原料にもされる。
水酸燐灰石は歯や骨の主成分であり、歯科医療でのデンタルインプラントの原料、歯磨剤の原料、人工骨の原料としても使用されている。

## 語源
英語の apatite は、ごまかし、策略を意味するギリシア語の apate に由来している。これは、アクアマリン・クリソタイル・紫水晶・蛍石・電気石など他の鉱物と見間違えやすかったためと言われる。